# Can You Hear Me (bài hát của Enrique Iglesias)
"Can You Hear Me" là bài hát chính thức của Giải vô địch bóng đá châu Âu 2008. Bài hát này do ca sĩ Enrique Iglesias trình bày. Anh cùng Steve Morales và Frankie Storm sáng tác ca khúc này. Bài hát do Big Ben Diehl và Carlos Paucar sản xuất, và được thu âm tại Circle House Studios ở Miami, Florida. Ca khúc nhận nhiều lời bình tiêu cực nhưng đã đạt được thành công tại nhiều quốc gia châu Âu, nơi nó đạt đến top 10 của nhiều bảng xếp hạng.

## Danh sách track
CD1
1. "Can You Hear Me" (Bản chính) — 3:44
2. "Can You Hear Me" (UEFA remix) — 5:54

CD2
1. "Can You Hear Me" (Bản chính) — 3:44
2. "Can You Hear Me" (Moto Blanco radio mix) — 3:30
3. "Can You Hear Me" (Moto Blanco club mix) — 8:30
4. "Can You Hear Me" (Moto Blanco dub) — 8:00

Châu Âu
1. "Can You Hear Me" (Bản chính) — 3:44
2. "Can You Hear Me" (Moto Blanco radio mix) — 3:30
3. "Can You Hear Me" (Moto Blanco club mix) — 8:30
4. "Can You Hear Me" (UEFA remix) — 5:54

Pháp
1. "Can You Hear Me" (Bản chính) - 3:44
2. "Can You Hear Me" (Glam As You Full Club Mix by Guena LG) - 6:57
3. "Can You Hear Me" (Moto Blanco Club Mix) - 8:30

## =Bảng xếp hạng hàng tuần
| Bảng xếp hạng (2008)               | Vị trí cao nhất |
| ---------------------------------- | --------------- |
| Áo (Ö3 Austria Top 40)             | 17              |
| Bỉ (Ultratop 50 Flanders)          | 12              |
| Bỉ (Ultratip Wallonia)             | 9               |
| Bulgaria (IFPI)                    | 6               |
| CIS (Tophit)                       | 46              |
| Cộng hòa Séc (Rádio Top 100)       | 1               |
| Phần Lan (Suomen virallinen lista) | 5               |
| Pháp (SNEP)                        | 21              |
| Đức (GfK)                          | 14              |
| Ireland (IRMA)                     | 43              |
| Hà Lan (Dutch Top 40)              | 1               |
| Hà Lan (Single Top 100)            | 2               |
| Na Uy (VG-lista)                   | 7               |
| Slovakia (Rádio Top 100)           | 15              |
| Thụy Điển (Sverigetopplistan)      | 6               |
| Thụy Sĩ (Schweizer Hitparade)      | 2               |

### Bảng xếp hạng cuối năm
| Bảng xếp hạng (2008)          | Vị trí |
| ----------------------------- | ------ |
| Bỉ (Ultratop Flanders)        | 76     |
| CIS (Tophit)                  | 171    |
| Hà Lan (Dutch Top 40)         | 24     |
| Hà Lan (Single Top 100)       | 25     |
| Thụy Điển (Sverigetopplistan) | 75     |
| Thụy Sĩ (Schweizer Hitparade) | 34     |